# Al Lewis (acteur)
Al Lewis (Brooklyn (New York), 30 april 1923 – Roosevelt Island (New York), 3 februari 2006) was een Amerikaans acteur. Zijn bekendste rol was die van "Grootvader Munster" in de televisieserie The Munsters. Naast acteur was hij ook restauranthouder en radiopresentator.
Al Lewis overleed op 82-jarige leeftijd.
- Biblioteca Nacional de España: XX5329739
- Bibliothèque nationale de France: cb16564651m (data)
- Gemeinsame Normdatei: 1096342847
- International Standard Name Identifier: 0000 0000 6211 7774
- Library of Congress Control Number: no2006012972
- Système universitaire de documentation: 234786957
- Virtual International Authority File: 16970103
- WorldCat: E39PBJfGXHPyBfwTYthG9dRxjC